# 高谷茂男
高谷 茂男（たかや しげお、1937年〈昭和12年〉1月1日 - 2024年〈令和6年〉8月8日）は、日本の政治家、実業家。岡山県岡山市長（第33・34代）。

## 経歴
岡山県総社市出身。岡山大学法経短期大学部法経学科卒業。1959年、岡三證券（現岡三証券グループ）に入社し、岡山支店に勤務する。1964年、山陽玩具（現サンヨープレジャー）代表取締役社長に就任。その後、1995年におもちゃ王国代表取締役社長、2001年にチボリ・ジャパン（倉敷チボリ公園の運営企業）代表取締役社長に就任する。また社団法人日本青年会議所岡山ブロック協議会副会長（1977年〜）、岡山市商店会連合会副会長（1985年〜）、岡山商工会議所副会頭（1995年〜）、社団法人岡山西法人会会長（2003年〜）、社団法人岡山経済同友会常任幹事（2005年～）等の役職を歴任した。2005年9月にチボリ・ジャパンを退社。岡山市長選挙に出馬するため、サンヨープレジャー代表取締役ほか、役職を全て返上した。
2005年10月、高谷は、自由民主党・社会民主党2党の推薦を受け、岡山市長選挙に立候補した。この市長選は、自民党の要請を受けて第44回衆議院議員総選挙に出馬した前市長の萩原誠司の辞職に伴って行われたものである。萩原が自民党の要請により立候補した衆議院岡山県第2区は、自民党の熊代昭彦衆議院議員の選出選挙区であったが、熊代は小泉純一郎首相が成立に執念を燃やす郵政民営化法案の採決で反対票を投じたため、第44回衆院選では自民党の公認を得られず、萩原の岡山市長辞職・総選挙出馬により、自らの出馬を断念した。熊代は2005年10月の岡山市長選挙に高谷の対立候補として出馬したが、自民党・社民党のバックアップを受けた高谷が当選した。
2008年6月、全国市長会副会長に就任。同年10月、岡山市及び周辺4町が合併し、岡山市の政令指定都市移行が決定。そのため東京・霞ヶ関の総務省に鳩山邦夫総務大臣を訪問し、感謝の意を表明した。同年11月、メールマガジン「市長ニュースおかやま」（愛称：しげちゃんメール）の発行を開始し、2013年の市長退任まで継続された。
2009年4月、岡山市が全国18番目の政令指定都市に移行した。同年5月、ホテルオークラ岡山（岡山市中区）で開催された指定都市市長会議で議長を務めた。再選をめざして立候補した同年9月の岡山市長選挙では、政令指定都市にふさわしい中心市街地の活性化や、老朽化した岡山市民病院（岡山市北区天瀬）の建て替え問題、旧国鉄岡山操車場跡地（岡山市北区北長瀬表町）の活用のあり方が主な争点となり過去最多の6名の候補者による選挙戦となったが、行財政改革路線の継続を訴え、元岡山市長の安宅敬祐らを破り、再選を果たした。
2013年の岡山市長選挙には立候補せず、後継に元国土交通省国土政策局長の大森雅夫を指名し、引退を表明。同年10月8日に任期満了に伴い市長職を退任した。
2024年8月8日、腎不全のため死去。87歳没。死没日付をもって従五位に叙された。

## 略年譜
- 1959年4月 - 岡三證券株式会社（現株式会社岡三証券グループ）岡山支店に入社（1964年10月退任）。
- 1964年9月 - 山陽玩具株式会社（現サンヨープレジャー株式会社）代表取締役社長に就任。
- 1977年1月 - 社団法人日本青年会議所岡山ブロック協議会副会長に就任（1977年1月まで）。
- 1985年6月 - 岡山市商店会連合会副会長に就任。
- 1995年
  - 4月 - 岡山商工会議所副会頭に就任。
  - 9月 - 株式会社おもちゃ王国代表取締役社長に就任。
- 2001年4月 - チボリ・ジャパン株式会社代表取締役社長に就任。
- 2003年5月 - 社団法人岡山西法人会会長に就任。
- 2004年5月 - 岡山県総合流通センター卸協同組合理事長に就任。
- 2005年
  - 5月 - 社団法人岡山経済同友会常任幹事に就任。
  - 9月 - チボリ・ジャパン株式会社を退任。その他の役職を退任。
  - 10月 - 岡山市長選挙で元衆議院議員の熊代昭彦らを破り初当選。
- 2008年6月 - 全国市長会副会長に就任。
- 2009年9月 - 岡山市長選挙で元市長の安宅敬祐ら5名を破り再選。
- 2013年10月 - 2期8年務めた岡山市長職を退任。

## 政策
市長在任中は「官から民へ」をスローガンのもと「行財政改革の断行」を掲げ、市民参加による行政棚卸し（事業仕分け）による施策の見直しをし、民間委託の推進や2007年度以降の市職員の新規採用の3年間凍結、家庭ごみの収集有料化などの施策を実施した。また、政令指定都市移行によって地方交付税交付金が100億円増加したことなどにより、岡山市の公債総額を1000億円減らし、実質公債費率と経常収支比率の改善など一定の成果をあげた。在任期間の後半は「財政再建に一定のめどがついた」として、岡山市東区升田の岡東浄化センターの敷地内にサッカーJ2ファジアーノ岡山FCの練習場である「政田サッカー場」を整備し、岡山市北区北長瀬表町の旧国鉄岡山操車場跡地への岡山総合医療センター（新岡山市民病院）の建設、市営住宅「さくら住座」の建て替え、岡山市中心部へのコンベンション施設建設構想、岡山市民会館の新築移転など大型開発事業の実施を表明した。2013年1月～2月には、岡山市が開始したシティプロモーション事業「伝説の岡山市」キャンペーンの予告編動画に自ら登場。鬼に操られたことにより、記者会見で岡山市を「桃太郎市」に改名し、市の新しいキャッチフレーズを広島県の「おしい！広島県」を模倣した「おしい！桃太郎市」とするというパフォーマンスを披露し、話題となった。また、2014年の「国連ESDの10年最終年会合」の誘致を成功させた。
その一方で、岡山市立小・中学校施設の耐震化率は2013年4月時点で71.2%と政令指定都市20市中18位と低迷、子ども医療費助成制度では県内他市町村では行われている小学校就学児への助成が未実施、市内の保育園の定員を超過し入園できない「保留児」が800人を超す など、在任中の緊縮した財政運営により後れを取る分野も目立った。また、市職員の人員削減は職員のモチベーション低下を招いたとの声もあり、在任中には国庫補助事業などの不当経理問題で職員362人を処分 するなど、職員による不祥事がたびたび発生した。2011年9月3日には台風12号接近に伴い、岡山市に自らを本部長とする災害対策本部が設置され、市内の一部地域に避難勧告が発令されていたにもかかわらず、「健康増進のため」スポーツジムでトレーニングに励んでいたことが判明し、危機管理の観点から批判された。2012年3月19日の記者会見では、行財政改革の一環として、2名配置していた副市長を1名に減員することを表明し、同年4月から実施したが、わずか4か月後に副市長2名体制に戻した。

## 人物
- 好きな食べ物はお好み焼き。趣味はゴルフ。
- 座右の銘は「継続は力なり」。

## テレビ番組
- 日経スペシャル ガイアの夜明け 脱テーマパーク宣言 〜癒しか 最強絶叫マシンか〜（2002年9月22日、テレビ東京）[9]。